# پیمان‌نامه میلتوس
عهدنامه میلط نخستین عهدنامه بین ایران هخامنشی و یونانیان که در زمان داریوش دوم در ملط به امضا رسید. 
به موجب این قرارداد بین تیسافرن به نمایندگی از شاهنشاه هخامنشی از یک سو و اسپارت و متحدانش از سوی دیگر موارد زیر مقرر می‌شود: 
« تمام سرزمین‌ها و شهرهایی که شاه در اختیار دارد و پدران شاه در اختیار داشته‌اند متعلق به شاه است؛ و از این شهرها هرگونه پول یا کمک دیگری که معمولاً به آتن داده می‌شد، شاه و اسپارتیان و متحدان ایشان از این پس مانع ارسال پول یا هر چیز دیگر خواهند شد». 
«شاه و اسپارتیان و متحدان ایشان مشترکاً جنگ با آتن را ادامه خواهند داد؛ و هیچ گونه صلح جداگانه‌ای با آن شهر برقرار نخواهند کرد. هر کسی که علیه شاه سر به شورش بردارد با اسپارتیان و متحدان ایشان در حال جنگ خواهد بود.»